# Jean-Baptiste-Pierre Le Romain
Jean-Baptiste-Pierre Le Romain, est un ingénieur français du XVIIIe siècle, décédé en 1780. 
Vivant à la Martinique, Le Romain, en dressa, en 1734, la carte topographique pour le gouvernement qui l’envoya, en 1740, comme sous-ingénieur améliorer les fortifications de l’île de la Grenade où il fut promu ingénieur-en-chef vers 1748.
Le Romain a fourni près de soixante-dix articles sur les Antilles aux volumes III à XVI de l’Encyclopédie de Diderot et D’Alembert. Plus que la moitié de ses articles sont de courtes descriptions des manufactures, des animaux, des minerais et de la géographie des iles. Quelques-uns détaillent la fabrication de produits régionaux tels que l’indigo, le sucre et les aliments dérivée du manioc.
La collaboration de ce naturaliste compétent à l’Encyclopédie a permis à Diderot et d’Alembert de disposer d’informations de première main sur les Antilles, même si les articles de Le Romain touchant aux coutumes et aux conditions de vie des indigènes et des esclaves des Caraïbes reflètent les préjugés coloniaux à l’égard des Noirs : « cette espèce d'hommes est extrêmement vicieuse, très rusée & d'un naturel paresseux » (xv, 618).
Jean-Baptiste-Pierre Romain (ou Le Romain) est mort en juillet 1780. Son inventaire après décès se trouve aux Archives nationales (MC/ET/XXXV/850, 8 août 1780).